# Allibaggio
Allibaggio è un'operazione diffusasi con l'introduzione nel XIX secolo delle navi a vapore troppo grandi per entrare in alcuni porti, causa il pescaggio, che  impediva loro l'accesso, in questo caso l'allibaggio era necessario per ridurne il pescaggio. Tale  metodo è principalmente in uso nel settore petrolifero ed è attuato sia con bettoline sia con navi cisterna di tonnellaggio inferiore. Queste operazioni di allibaggio eseguito da navi petroliere, in special modo le VLCC, si compie in genere, ad una distanza dalla costa  tra le 20 e le 60 miglia nautiche e può essere fatto sia alla fonda, alla deriva o  in movimento. Il prodotto è trasferito, utilizzando speciali tubazioni di gomma rinforzata (manichette), che collegano la nave più grande alla nave più piccola. Speciali parabordi Yokohama fenders sono utilizzati per tenere separate le due navi ed evitare danni durante il trasferimento del carico.